# Chiesa di San Matteo (Ploaghe)
La chiesa di San Matteo è un edificio religioso situato a Ploaghe, centro abitato della Sardegna nord-occidentale.
La chiesa, è ubicata sull'omonimo colle da cui domina il paese. Secondo i registri di amministrazione della parrocchia la sua costruzione sarebbe anteriore al 1649.